# براندون سيمبسون
براندون سيمبسون (بالإنجليزية: Brandon Simpson) (مواليد 6 سبتمبر 1981 في فلوريدا، الولايات المتحدة) عداء مسافات متوسطة بحريني الجنسية جامايكي الأصل متخصص في سباقات 400 متر. فاز بالميدالية البرونزية في سباق 400 متر تتابع في ثلاث بطولات عالم 2001 و2003 و2005 بينما حل في المركز السادس في سباق 400 متر في عام 2005 وفي المركز الخامس في دورة الألعاب الأولمبية الصيفية 2004.

## الإنجازات
| العام       | البطولة                                    | الملعب               | الملعب      | السباق        | الزمن       |
| مثل جامايكا | مثل جامايكا                                | مثل جامايكا          | مثل جامايكا | مثل جامايكا   | مثل جامايكا |
| ----------- | ------------------------------------------ | -------------------- | ----------- | ------------- | ----------- |
| 2000        | بطولة العالم للناشئين لألعاب القوى         | سانتياغو، تشيلي      | 2           | 400 متر       | 45.73       |
| 2000        | بطولة العالم للناشئين لألعاب القوى         | سانتياغو، تشيلي      | 1           | 400 متر تتابع | 3:06.06     |
| 2001        | بطولة أمريكا الوسطى والكاريبي لألعاب القوى | غواتيمالا، غواتيمالا | 2           | 400 متر       | 45.46       |
| 2001        | بطولة العالم لألعاب القوى                  | إدمونتون، كندا       | 2           | 400 متر تتابع | 2:58.39     |
| 2003        | بطولة العالم لألعاب القوى                  | باريس، فرنسا         | 2           | 400 متر تتابع | 2:59.60     |
| 2003        | نهائي ألعاب القوى العالمي                  | مونتي كارلو، موناكو  | 7           | 400 متر       | 46.02       |
| 2004        | الألعاب الأولمبية الصيفية                  | أثينا، اليونان       | 5           | 400 متر       | 44.76       |
| 2005        | بطولة العالم لألعاب القوى                  | هلسنكي، فنلندا       | 6           | 400 متر       | 45.01       |
| 2005        | بطولة العالم لألعاب القوى                  | هلسنكي، فنلندا       | 3           | 400 متر تتابع | 2:58.07     |
| 2005        | نهائي ألعاب القوى العالمي                  | مونتي كارلو، موناكو  | 4           | 400 متر       | 44.86       |

## الأرقام القياسية
- 400 متر - 44.64 ثانية (2006)

## روابط خارجية
- براندون سيمبسون على موقع الاتحاد الدولي لألعاب القوى (الإنجليزية)
- براندون سيمبسون على موقع أوليمبيديا (الإنجليزية)
- براندون سيمبسون على موقع اتحاد ألعاب الكومنولث (مؤرشف) (الإنجليزية)